# Liste der Baudenkmale in Dobbertin
In der Liste der Baudenkmale in Dobbertin sind alle Baudenkmale der Gemeinde Dobbertin (Landkreis Ludwigslust-Parchim) und ihrer Ortsteile der Denkmalliste des Landkreises aufgelistet (Stand:Januar 2021).

## Dobbertin
| ID | Lage                             | Bezeichnung                            | Beschreibung | Bild                                   |
| -- | -------------------------------- | -------------------------------------- | --- | -------------------------------------- |
|    | An der Mühle 1 (Karte)           | Wassermühle                            | Das zweigeschossige Backsteingebäude mit Satteldach wurde 1801 durch das Klosteramt Dobbertin als Wassermühle erbaut. 1820 erfolgte der Anbau einer Sägemühle, nach 1864 arbeitete die Wassermühle mit neuer Konstruktion. Im Durchfluss der Mildenitz unter den Kellergewölben befand sich der Aalfang. Heute wird die Mühle als Tischlerei genutzt. | Wassermühle                            |
|    | An der Mühle 2 (Karte)           | Wohnhaus                               | Das zweigeschossige Fachwerkhaus mit Krüppelwalmdach wurde 1755 durch das Klosteramt Dobbertin als Mühlenhaus mit einer Wassermühle erbaut und ist eines der ältesten Gebäude im Klosterdorf. 1756 wurden noch das Viehhaus, der Pferdestall und das Backhaus errichtet. Nach der Sanierung 2009 befindet sich hier heute das Gasthaus Insel-Hotel. | Wohnhaus                               |
|    | Güstrower Straße 1 (Karte)       | Hallenhaus und Scheune                 | Das heutige mit Rohr (Schilf) gedeckte Fachwerkhaus wurde nach einem Brand 1862 durch das Klosteramt Dobbertin als niederdeutsches Bauernhaus neu errichtet. Über der Toreinfahrt des östlichen Giebels befindet sich die Inschrift In Gottes Hut steht Hab und Gut auch Leib und Seel und Muth. | Hallenhaus und Scheune                 |
|    | Güstrower Straße 2 (Karte)       | Hallenhaus und Stallscheune            | Das mit Rohr (Schilf) gedeckte Fachwerkhaus wurde 1787 durch das Klosteramt Dobbertin als niederdeutsches Hallenhaus errichtet und gehört mit zu den ältesten Bauernhäusern im Klosterdorf. Seit 2002 restauriert. | Hallenhaus und Stallscheune            |
|    | Kleestener Weg 4 (Karte)         | Wohnhaus                               | Das eingeschossige Fachwerkgebäude mit Walmdach wurde vor 1849 durch das Klosteramt Dobbertin als zweihischiger Katen mit zwei Wohnungen erbaut. | Wohnhaus                               |
|    | Kleestener Weg 5 (Karte)         | Wohnhaus                               | Das eingeschossige Fachwerkgebäude mit Walmdach wurde vor 1849 durch das Klosteramt Dobbertin als zweihischiger Katen mit zwei Wohnungen erbaut. | Wohnhaus                               |
|    | Kleestener Weg 6/7 (Karte)       | Wohnhaus                               | Das eingeschossige Fachwerkgebäude mit Walmdach wurde 1804 durch das Klosteramt Dobbertin als Tischlerhaus erbaut und 1821 zu zwei Wohnungen umgebaut. | Wohnhaus                               |
|    | Kleestener Weg 10 (Karte)        | Krugscheune                            | Die mit Rohr (Schilf) eingedeckte Fachwerkscheune hinter der Gaststätte Zwei Linden wurde 1825 durch das Klosteramt Dobbertin als Gast-Pferdestall mit Kornboden für das neue Wirtshaus erbaut. Nach der denkmalgerechten Sanierung 1997 war dort bis 1012 der Sitz der Gemeindeverwaltung. Heute befinden sich dort eine Arztpraxis und eine Medienfirma. | Krugscheune                            |
|    | Am Kloster (Karte)               | Kloster Dobbertin                      | Die gesamte Klosteranlage des 1220 gegründeten Benediktinerklosters mit allen historischen Gebäuden, der Kirche, dem Park und dem Klosterfriedhof. Derzeit durch das Diakoniewerk Kloster Dobbertin gGmbH genutzt. | Kloster Dobbertin                      |
|    | (Karte)                          | Klosterfriedhof Kriegerdenkmal 1914/18 | Der Klosterfriedhof gehört seit 1877 der Dobbertiner Kirchgemeinde. Neben den noch 71 vorhandenen Grabsteinen verstorbener Konventualinnen ein im Zopfstil gestalteter Sandsteinobelisk von 1790 und ein unpolierter Granit-Grabstein von 1791 sehenswert. Auf der Tafel des Kriegerdenkmals 1914/18 befinden sich die Namen der 19 gefallenen Dobbertiner Bürger. | Klosterfriedhof Kriegerdenkmal 1914/18 |
|    | Lindenstraße 1 (Karte)           | ehemalige Post                         | Das eingeschossige dekorativ verzierte Backsteingebäude wurde durch das Klosteramt Dobbertin 1852 nach Entwürfen des Wismarer Privatarchitekten Heinrich Thormann, der von 1854 bis 1857 auch die innere Restaurierung der Klosterkirche leitete, für die Predigerwitwe und für den Postmeister nebst Postlokal erbaut. 1897 wohnten hier vier Landbriefträger der Kaiserlichen Postverwaltung. 1998 wurde die Post geschlossen, das Gebäude 2011 saniert und ab 2012 als Wohnung genutzt.                                                                             | ehemalige Post                         |
|    | Lindenstraße 2 (Karte)           | Wohnhaus                               | Das kleine eingeschossige Backsteingebäude auf hochliegenden behauenem Feldsteinsockel mit Mittelrisalit und Krüppelwalmdach und zwei Satteldachgauben wurde 1914 durch das Klosteramt Dobbertin gebaut. Der linke Anbau mit Betonsockel und Wellasbestdach ist eine Zutat aus der Vorwendezeit. | Wohnhaus                               |
|    | Lindenstraße 3 (Karte)           | ehemaliges Samenhaus des Forsthofes    | Das zweigeschossige Fachwerkgebäude mit Krüppelwalmdach wurde 1825 durch das Klosteramt Dobbertin als neues Samenhaus zur Auslegung von Tannenzapfen gebaut. Auffallend die verschiedenartig gestalteten Ziegelornamente in den Gefachen des Westgiebels und die umlaufenden Holzverzierungen. | ehemaliges Samenhaus des Forsthofes    |
|    | Lindenstraße 4 (Karte)           | ehemaliges Forsthaus                   | Das eingeschossige Fachwerkgebäude mit Krüppelwalmdach wurde 1804 durch das Klosteramt Dobbertin als Haus mit zwei Wohnungen erbaut. 1820 als Forstinspektorenhaus genutzt, war es ab 1830 der Forsthof des Klosteramtes. | ehemaliges Forsthaus                   |
|    | Lindenstraße 6 (Karte)           | Wohnhaus                               | Durch das Klosteramt Dobbertin um 1860 auf Feldsteinfundamenten erbautes eingeschossiges Backsteingebäude mit Satteldach und zwei Blendgiebeln. | Wohnhaus                               |
|    | Lindenstraße 13 (Karte)          | Wohnhaus                               | Das eingeschossige Fachwerkgebäude mit Krüppelwalmdach und Fledermausgaube wurde 1835 durch das Klosteramt Dobbertin als Actuariushaus und den Amtsjäger erbaut. | Wohnhaus                               |
|    | Schulstraße 1 (Karte)            | Wohnhaus                               | Das eingeschossige Fachwerkgebäude mit Krüppelwalmdach wurde 1835 durch das Klosteramt Dobbertin als vierhischiger Kathen mit vier Wohnungen erbaut. | Wohnhaus                               |
|    | Schulstraße 1a                   | Wohnhaus                               | |                                        |
|    | Schulstraße 10 (Karte)           | Wohnhaus                               | Das eingeschossige Fachwerkgebäude mit Krüppelwalmdach wurde vor 1790 durch das Klosteramt Dobbertin als Organistenhaus erbaut. Von 1804 bis 1830 als Actuariushaus von den Gerichtsdienern genutzt, war es danach Lehrerwohnung mit Schule. 1868 Anbau zur Schulerweiterung. | Wohnhaus                               |
|    | Schulstraße 23 (Karte)           | Pfarrhaus und Stall                    | Das eingeschossige Fachwerkgebäude mit Krüppelwalmdach wurde 1755 durch das Klosteramt Dobbertin noch mit einem Rohr(Schilf)dach als Pfarrhaus erbaut. Auf dem Pfarrhof errichtet man 1760 beidseitig des Pfarrhauses noch den Viehstall, eine Scheune und an der Mildenitz das Backhaus. Das Pfarrhaus und die Scheune wurden 2001 saniert. | Pfarrhaus und Stall                    |
|    | Schulstraße 28 (Karte)           | Wohnhaus                               | Das eingeschossige Fachwerkgebäude mit Krüppelwalmdach wurde 1835 durch das Klosteramt Dobbertin als dreihischiger Kathen mit drei Wohnungen erbaut. | Wohnhaus                               |
|    | Schulstraße 29 (Karte)           | Wohnhaus                               | Das eingeschossige Fachwerkgebäude mit Satteldach wurde vor 1804 durch das Klosteramt Dobbertin als Hirtenhaus erbaut. Danach mehrfache Umnutzung, zeitweise als Kleinkinderschule (Kindergarten) unter Leitung der adligen Klosterdamen. | Wohnhaus                               |
|    | Straße der Jugend 17/17a (Karte) | Holzmagazin/Klosteramtsscheune         | Die Klosteramtsscheune, ein langgezogenes vierstöckiges Fachwerkgebäude mit großem Stapelboden unter einem Bohlenbinderdach, wurde 1816 durch das Klosteramt Dobbertin als Holzmagazin zur Lagerung und Trocknung von Bauholz errichtet. 1938 zur Jugendherberge umgebaut, danach war es HJ-Gebietsführerschule und Lehrerbildungsinstitut, nach dem Zweiten Weltkrieg Unterkunft für etwa 200 Flüchtlinge und Aussiedler, ab 1948 Agitatorenschule und ab 1952 als Pionierleiterschule genutzt. Von 2000 bis 2016 wurde es als Wohnheim für das Diakoniewerk genutzt. | Holzmagazin/Klosteramtsscheune         |
|    | Straße der Jugend 20 (Karte)     | Wohnhaus                               | Das eingeschossige Backsteingebäude mit Satteldach und dekorativ verzierten Giebeln wurde 1867 durch das Klosteramt Dobbertin als Haus mit zwei Wohnungen gebaut. | Wohnhaus                               |
|    | Straße der Jugend 21 (Karte)     | Wohnhaus                               | |                                        |

## Alt Schwinz
| ID | Lage                  | Bezeichnung | Beschreibung | Bild      |
| -- | --------------------- | ----------- | --- | --------- |
|    | Alt Schwinz 5 (Karte) | Forsthaus   | 1750 wurde durch das Klosteramt Dobbertin der Forsthof angelegt. Den zweigeschossigen Mauerwerksbau mit flachem Satteldach hatte man 1805 als das Neue Forsten-Haus erbaut. | Forsthaus |

## Dobbin
| ID | Lage                    | Bezeichnung                 | Beschreibung | Bild                        |
| -- | ----------------------- | --------------------------- | --- | --------------------------- |
|    | Plagenweg 7 (Karte)     | Wohnhaus                    | als zweihischiger Hirtenkaten mit zwei Wohnungen durch das Kloster Dobbertin erbaut. | Wohnhaus                    |
|    | Plagenweg 8 (Karte)     | Büdnerei                    | eingeschossiges mit Reet (Rohr) gedecktes um 1730 errichtetes Bauernhaus. | Büdnerei                    |
|    | Plagenweg 12a-c (Karte) | Wohnhaus                    | als dreihischiger Fachwerkkaten mit drei Wohnungen durch das Klosteramt Dobbertin erbaut. | Wohnhaus                    |
|    | Plagenweg 15 (Karte)    | Wohnhaus                    | Um 1730 als dreihischiger eingeschossiger Fachwerkkaten mit Reet (Rohr) gedeckt durch das Klosteramt Dobbertin erbaut und zeitweise als Wohnung und Schule genutzt.                                                                            | Wohnhaus                    |
|    | Plagenweg 18 (Karte)    | Wohnhaus                    | Als vierhischiger eingeschossiger Fachwerkkaten 1845 durch das Klosteramt Dobbertin mit vier Wohnungen erbaut. | Wohnhaus                    |
|    | Plagenweg 19 (Karte)    | Wohnhaus                    | Um 1800 erbauter eingeschossiger mit Reet (Rohr) gedeckter Fachwerkkaten. | Wohnhaus                    |
|    | Plagenweg 21 (Karte)    | Bauernhaus und zwei Ställe  | eingeschossiges um 1883 erbautes Backsteingebäude, seit 1997 saniert. | Bauernhaus und zwei Ställe  |
|    | Friedhof (Karte)        | Kapelle mit Mauer und Allee | Der kleine Backsteinbau mit Satteldach und östlichem Schmuckgiebel wurde das Klosteramt Dobbertin 1862 als Friedhofskapelle erbaut. Im Dachreiter des Ostgiebels befindet sich eine 1760 gegossene Bronzeglocke der Dobbertiner Klosterkirche. | Kapelle mit Mauer und Allee |
|    | Friedhof (Karte)        | Kriegerdenkmal 1914/18      | Auf der Tafel des Kriegerdenkmals 1914/18 befinden sich die Namen der neun gefallenen Dobbiner Bürger | Kriegerdenkmal 1914/18      |

## Jellen
| ID | Lage              | Bezeichnung | Beschreibung | Bild      |
| -- | ----------------- | ----------- | --- | --------- |
|    | Sandweg 1 (Karte) | Wohnhaus    | 1840 durch das Klosteramt Dobbertin als eingeschossiger zweihischiger Forst- und Waldarbeiterkaten mit zwei Wohnungen erbaut. | Wohnhaus  |
|    | Sandweg 4 (Karte) | Forsthaus   | Das eingeschossige Fachwerkgebäude mit Krüppelwalmdach wurde durch das Klosteramt Dobbertin 1760 als Guts- und Pächterhaus erbaut. Mehrfache Umnutzung zu Wohnungen, auch als Lehrer- und Schulhaus. Ab 1904 als Stationsjägerhaus und ab 1910 als Forsthaus genutzt. | Forsthaus |

## Kläden
| ID | Lage             | Bezeichnung | Beschreibung | Bild    |
| -- | ---------------- | ----------- | --- | ------- |
|    | Friedhof (Karte) | Kapelle     | 1869 durch das Klosteramt als beheizbare Kapelle erbaut. Nach Reparaturen 1954 weiter bis 1973 als Gemeinderaum genutzt. Seit 1974 Wochenendgrundstück. | Kapelle |

## Kleesten
| ID | Lage    | Bezeichnung           | Beschreibung | Bild                  |
| -- | ------- | --------------------- | --- | --------------------- |
|    | (Karte) | Forsthaus und Scheune | 1814 durch das Klosteramt Dobbertin als eingeschossiges Eichenfachwerkgebäude mit Krüppelwalmdach errichtet. Bis 1907 als Gutshaus, danach weiter als Forsthaus genutzt. | Forsthaus und Scheune |

## Neuhof
| ID | Lage                           | Bezeichnung | Beschreibung | Bild        |
| -- | ------------------------------ | ----------- | --- | ----------- |
|    | Steindamm 12 (Karte)           | Gutshaus    | vor 1804 durch das Klosteramt Dobbertin als eingeschossiges Fachwerkgebäude mit zweistöckigem Mittelrisalit und Walmdach erbaut | Gutshaus    |
|    | B 192, Richtung Borkow (Karte) | Meilenstein | viereckiger Granitstein, Aufschrift unleserlich                                                                                 | Meilenstein |

## Spendin
| ID | Lage                              | Bezeichnung | Beschreibung                                 | Bild        |
| -- | --------------------------------- | ----------- | -------------------------------------------- | ----------- |
|    | L 017 (südlich des Ortes) (Karte) | Meilenstein | schlichter runder Granitstein ohne Inschrift | Meilenstein |

## Ehemalige Denkmale

### Kläden
| ID | Lage             | Bezeichnung                  | Beschreibung | Bild                         |
| -- | ---------------- | ---------------------------- | --- | ---------------------------- |
|    | Forsthof (Karte) | Forsthaus, Scheune und Stall | 1728 durch das Klosteramt Dobbertin als erster Forsthof mit Krug angelegt. 1777 wurde das Jägerhaus, 1852 der Pferdestall und 1865 die Scheune erbaut. Der Stall mit historischer Inschrift von 1748 wurde 1965 abgerissen. | Forsthaus, Scheune und Stall |